# HV Cometas
HV Cometas is een Nederlandse handbalclub uit het Friese Leeuwarden. Cometas is opgericht op 10 mei 2006. Voorheen bestond Cometas uit de club Hellas '57 en Meteoor. De naam van Cometas staat voor COMbinatie METeoor hellAS.